# Červorovcovití
Červorovcovití (Typhlonectidae) představují čeleď červorů, kteří se vyskytují v neotropické oblasti.

## Systematika
Všichni červoři byli dlouhodobě vedeni v rámci jediné čeledi cecíliovití (Caeciliidae). Čeleď Typhlonectidae vymezil americký herpetolog Edward Harrison Taylor ve své přelomové monografii z roku 1968, jež se poprvé snažila vytvořit ucelenější systém tohoto špatně známého řádu obojživelníků.
V některých systémech mohou být zástupci červorovcovitých klasifikováni opět v rámci čeledi Caeciliidae. Problém některých historických systémů cecíliovitých totiž představoval jejich parafyletismus: právě samostatná čeleď Typhlonectidae se ukázala být fylogeneticky vnořena v rámci cecíliovitých. Některé studie tento problém řešily synonymizací problematických taxonů, studie z roku 2011 tento problém vyřešila naopak rozdělením cecíliovitých do devíti samostatných čeledí; v nejužším slova smyslu tak cecíliovití zahrnují pouze dva rody.
Červorovcovití jsou děleni do pěti rodů, všechny žijí v cis-andské oblasti Jižní Ameriky:
- rod Atretochoana Nussbaum and Wilkinson, 1995
  - Atretochoana eiselti (Taylor, 1968) – červorovec Eiseltův
- rod Chthonerpeton Peters, 1880
  - Chthonerpeton arii Cascon and Lima-Verde, 1994 – červorovec brazilský
  - Chthonerpeton braestrupi Taylor, 1968 – červorovec jihobrazilský
  - Chthonerpeton exile Nussbaum and Wilkinson, 1987 – červorovec bahijský
  - Chthonerpeton indistinctum (Reinhardt and Lütken, 1862) – červorovec argentinský
  - Chthonerpeton noctinectes Silva, Britto-Pereira, and Caramaschi, 2003
  - Chthonerpeton onorei Nussbaum, 1986 – červorovec vodní
  - Chthonerpeton perissodus Nussbaum and Wilkinson, 1987 – červorovec hladký
  - Chthonerpeton tremembe Maciel, Leite, Silva-Leite, Leite, and Cascon, 2015
  - Chthonerpeton viviparum Parker and Wettstein, 1929 – červorovec živorodý
- rod Nectocaecilia Taylor, 1968
  - Nectocaecilia petersii (Boulenger, 1882) – červorovec Petersův
- rod Potomotyphlus Taylor, 1968
  - Potamotyphlus kaupii (Berthold, 1859) – červorovec amazonský
- rod Typhlonectes Peters, 1880
  - Typhlonectes compressicauda (Duméril & Bibron, 1841) – červorovec zploštělý
  - Typhlonectes natans (Fischer in Peters, 1880) – červorovec splývavý

## Popis

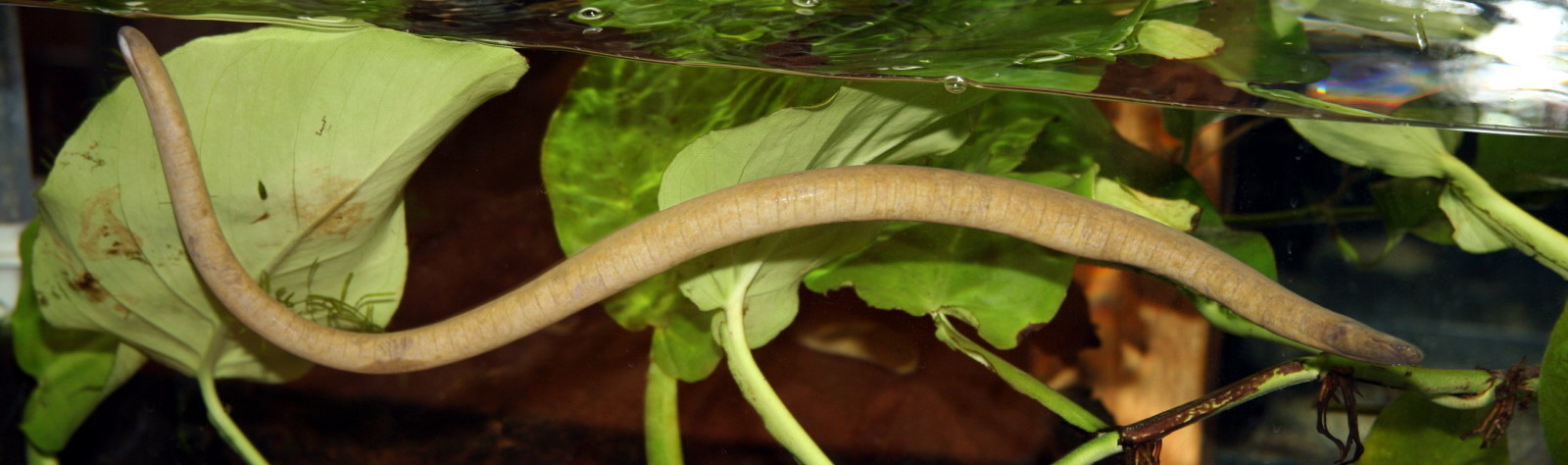
červorovec splývavý

Červorovcovití patří mezi největší zástupce červorů; například červorovec Eiseltův (Atretochoana eiselti) může dorůstat celkové délky až 80 cm. Červorovci z rodů Chthonerpeton a Nectocaecilia bývají spíše kratší a útlejší, o délce těla mezi 20 a 40 cm, ačkoli červorovec živorodý (Chthonerpeton viviparum) může svou délkou opět přesáhnout půlmetrovou hranici. Na rozdíl od jiných červorů jsou červorovcovití zčásti, či dokonce zcela přizpůsobeni životu ve vodním prostředí. Tělo je bočně stlačené, na hřbetě vybavené „ploutevním lemem“. Chybí ocas, druhotně dělené tělní prstence i dermální šupiny. Oči jsou středně dobře vyvinuté, patrné pod kůží. Nevýrazná smyslová tykadélka vyrůstají v blízkosti nozder. U některých zástupců došlo k redukci plic, z toho červorovec Eiseltův kompletně ztratil obě plíce; jde o největšího známého čtyřnožce bez plic.
Červorovcovití představují striktně živorodé obojživelníky, s různými fázemi výživy zárodku: ta je zprvu zajištěna žloutkem, následně sekrety a buňkami ze stěny „dělohy“ (popřípadě dalšími vajíčky a mláďaty), a nakonec vznikem jakési „placenty“, vzniklé kontaktem žaber embrya s děložní stěnou samice.